# Narciso Sicars y Lligoña
Narciso Sicars y Lligoña (Sant Feliu de Guíxols, Gerona, 1801 - Barcelona, 1877) fue un jurista y político español.

## Biografía
Su padre, Narciso Sicars, era comerciante de una droguería. Su abuelo materno, Simeón Lligoña y Pujals (Arbucias 1746 - San Feliu de Guíxols, 1795), médico licenciado en Huesca en 1772 fue concejal y un prohombre local de San Feliu de Guíxols. La calle Doctor Lligoña de esa localidad gerundense se puso en su honor.
Doctor en Derecho por la Universidad de Huesca, Narciso Sicars y Lligoña fue nombrado años después presidente de la Sala de los juzgados de la provincia de Gerona. 
A partir de 1840 se inicia en política: alcalde de Gerona en 1841, y diputado a Cortes por Gerona en dos ocasiones: en 1840 y en el período 1844-1846.
Su hijo, Emilio Sicars y de Palau (1841-1913), adherido al carlismo tras la revolución de 1868, fue diputado a Cortes en el período 1871-1872 por la circunscripción de Gerona, candidato carlista en las elecciones generales de 1872 y 1891 y senador del Reino en 1907 por Barcelona en la lista de la Solidaridad Catalana.
Su nieto fue Narciso Sicars y Salvadó (†1918),  I marqués de San Antonio, doctor en Derecho y en Filosofía y Letras, fue un escritor católico y adaptador al catalán de obras de teatro.